# ميرزا غولوبيكا
ميرزا غولوبيكا مواليد 18 مايو 1965 في جمهورية يوغوسلافيا الاشتراكية الاتحادية، هو لاعب كرة قدم بوسني سابق ومدرب كرة قدم كان يلعب في مركز الهجوم.

## المسيرة الاحترافية

### أندية لعب لها
- نادي سيليك زينيكا
- نادي خيريث
- نادي بوراتس بانيا لوكا
- نادي فاراجدين (1931–2015)
- كارسياكا
- نادي تساليه
- نادي سيغيستا
- نادي دينامو زغرب

## روابط خارجية
- ميرزا غولوبيكا على موقع اتحاد تركيا (لاعب) (الإنجليزية)
- ميرزا غولوبيكا على موقع قاعدة بيانات كرة القدم.إي يو (الإنجليزية)
- ميرزا غولوبيكا على موقع عالم كرة القدم.نت (الإنجليزية)